# وحيد فريد
وحيد فريد (2 أغسطس 1919 - 22 أبريل 1998)، مصور سينمائي مصري، من الكبار لقب ب«شيخ المصورين».

## حياته ومسيرته
ولد وحيد فريد - بالإسكندرية بتاريخ 2 أغسطس 1919 لأب تركي وأم تركية. وكان والده يعمل بأحد الوزارات وتم نقله إلى القاهرة حيث استقر هناك، وبدأ كمساعد مصور لكبار المصورين أمثال محمد عبد العظيم وحسن داهش. صور غالبية أفلام فاتن حمامة منها «لك يوم يا ظالم» و«إمبراطورية ميم» و«ليلة القبض على فاطمة»، كما صَوَّر 11 فيلماً لعبد الحليم حافظ، وأول أفلامه كمصور «ابن الشرق» من إخراج إبراهيم حلمي. الجدير بالذكر أن الفنان المشهور سراج منير والفنان المخرج المشهور أيضا فطين عبد الوهاب هما أبناء خالة والد المصور السينيمائي وحيد فريد.
توفي هذا الفنان المتميز سنة 1998 عن عمر 79 عاماً. وتاريخ السينما المصرية حافل بأعماله المتميزة والتي تعد من أهم الأعمال في تاريخ السينما...- الإسكندرية بتاريخ 2 أغسطس 1919. بدأ كمساعد مصور لكبار المصورين أمثال محمد عبد العظيم وحسن داهش. صور غالبية أفلام فاتن حمامة منها «لك يوم يا ظالم» و«إمبراطورية ميم» و«ليلة القبض على فاطمة» كما صور 11 فيلما لعبد الحليم حافظ وأول افلامه كمصور «ابن الشرق» من إخراج إبراهيم حلمي.